# Manuela Serra
Manuela Serra Sabater (Madrid, 1901 - Madrid, 1988) fue una pionera española en el campo de la neurociencia. Fue preparadora mecanógrafa en el Laboratorio de Investigaciones Biológicas de Santiago Ramón y Cajal en la década de 1920, siendo una de dos mujeres mencionadas expresamente por Santiago Ramón y Cajal al describir el Instituto Cajal o Instituto de Madrid.

## Biografía
Manuela Serra fue la segunda hija de José Serra y López de Sagredo, abogado y de Guadalupe Sabater, procedente de una familia acomodada. La familia Serra Sabater vivía en la calle del Prado, 26 , siendo vecinos de Ramón y Cajal. Fue colaboradora suya en el Instituto Cajal de Madrid. donde ingresó en 1918. Pronto Ramón y Cajal advirtió en ella motivación y aptitudes para el estudio, ofreciéndose a pagar sus estudios de medicina, cosa que su madre rechazó. Consta que ingresó en el Instituto por oposición en la categoría de "Preparadora mecanógrafa" en agosto de 1926  por el que recibía un sueldo de 3000 pesetas anuales.
Su labor investigadora en el Laboratorio de Investigaciones Biológicas consiguió resultados relevantes en el campo de la biología y la neurología.
En 1927 dejó de trabajar en el laboratorio al contraer matrimonio, siguiendo la costumbre del momento. Tuvo dos hijos y murió en la ciudad de Madrid en 1988.
Es sorprendente el hecho de que durante mucho tiempo no se haya prestado atención a la presencia y contribución de neurocientíficas tales como Serra, que completan la visión de una de las escuelas científicas más exitosas de la Historia de la Ciencia biomédica, junto a la de Louis Pasteur, como en 2017 ha reconocido la UNESCO.

## Obra
Serra fue la autora de un artículo publicado en el Diario del Laboratorio en 1921, Notas sobre las gliofibrillas de la neuroglía de la rana (Artículo de Revista 1921). Es probable que esta fuera la razón por la cual Ramón y Cajal menciona a Manuela Serra entre sus discípulos en1922, sin mencionar en cambio a su hermana Carmen. Manuela Serra aparece asimismo como miembro del Laboratorio de Investigaciones Biológicas entre 1921 y 1925.
El artículo fue inicialmente concebido como continuación de un estudio de Claudio Sala i Pons, describía las gliofibrillas de la neurología de la rana, y estaba ilustrado con siete figuras que incluían un total de10 dibujos. Serra descubrió la presencia de mesoglia/microglia7 en la materia blanca y, posiblemente, en la materia gris.
Serra utilizaba la metodología de Ramón y Cajal, que mejoraba métodos previamente descritos por Max Bielschowsky.  Las ilustraciones originales de Manuela Serra eran de buena calidad, y diferentes de las que realizaban Ramón y Cajal y otros científicos tales como Pío del Río-Hortega o Fernando de Castro.
Al final del artículo, Serra agradece expresamente a su maestro, Ramón y Cajal por sus enseñanzas, así como también a otro ayudante del Laboratorio de aquel momento, Rafael Lorente de Nó.
Resulta curioso que el manuscrito de Manuela Serra está firmado y fechado en enero de 1922, mientras que fue publicado en el diario del año anterior, y Ramón y Cajal se refiere expresamente a su colaboración con Manuela Serra en 1921.

## Reconocimientos
Ramón y Cajal cita únicamente a dos mujeres como miembros de su escuela: Laura E. Forster (1911) y Manuela Serra (1918-1927), que publicaron trabajos en la revista del Laboratorio de Investigaciones Biológicas, la revista del después denominado Instituto Cajal.
En 1921, publicó "Notas sobre las gliofibrillas de la neuroglía de la rana" (Artículo de Revista 1921).